# Miljöskatter
Miljöskatter är skatter avsedda att påverka bland annat industrier och konsumenter att begränsa produktion och konsumtion av miljöpåverkande produkter genom att göra produkterna dyrare. I Sverige tas den största delen av miljöskatterna ut inom områdena energi och trafik. Miljöskatter är en typ av pigouvianska skatter.
Ofta syftar en miljöskatt till att behålla den allmänna skattenivån genom att proportionellt reducera andra skatter (så som skatter på arbete eller förnyelsebara resurser) samtidigt som skatten på miljöfarlig produktion och koldioxidutsläpp höjs; sådana förslag kallas för grön skatteväxling.
En skatt är en allmän inkomst till statskassan. Det som betalas in som avgift ger medel som är öronmärkta för viss användning och i någon form ska återföras till dem som har betalt. Det är en väsentlig skillnad om en pålaga ses som en allmän inkomst för staten eller som något som går tillbaka till dem som betalar. En annan stor skillnad är att skatter inte får införas eller ändras utan beslut av Riksdagen, medan vissa avgifter kan bestämmas av regeringen eller en myndighet.

## Exempel på miljöskatter
- Energiskatt, koldioxidskatt eller svavelskatt på bränslen och energi enligt lagen (1994:1776) om skatt på energi, som trädde i kraft 1995-01-01, samtidigt som Sverige anslöt sig till Europeiska unionen.
- Vägtrafikskatt i form av fordonsskatt och saluvagnsskatt enligt Vägtrafikskattelagen (2006:227)
- Fordonsskatt enligt lagen (2006:228) med särskilda bestämmelser om fordonsskatt.
- Vägavgift enligt förordningen (1997:1140) om vägavgift för vissa tunga fordon.
- Naturgrusskatt

## Statistik enligtSCB
Miljöskatterna uppgick till drygt 83 miljarder kronor år 2009. Det är knappt 3 procent av Sveriges BNP. Miljösubventionerna låg på drygt 9 miljarder kronor eller knappt 0,3 procent av Sveriges BNP samma år.

## Åtgärder som regeringen planerar att vidta[källabehövs]
- den generella koldioxidskatten höjs med 1 öre per kg koldioxid,
- de olika undantag som finns från att betala koldioxidskatten bör reduceras
- energiskatten bör förändras så att skattenivån beror på hur mycket energi de olika fossila bränslena innehåller
- samordningen mellan beskattning och handel med utsläppsrätter bör förbättras
- fordonsskatten bör ändras i syfte att minska utsläppen
- skatten på förbränning av hushållsavfall slopas från den i september 2010
- drivmedelsförmånen bör ses över[2]
- sänkning av koldioxidskatten för företag som omfattas av handeln med utsläppsrätter